# Bilalama

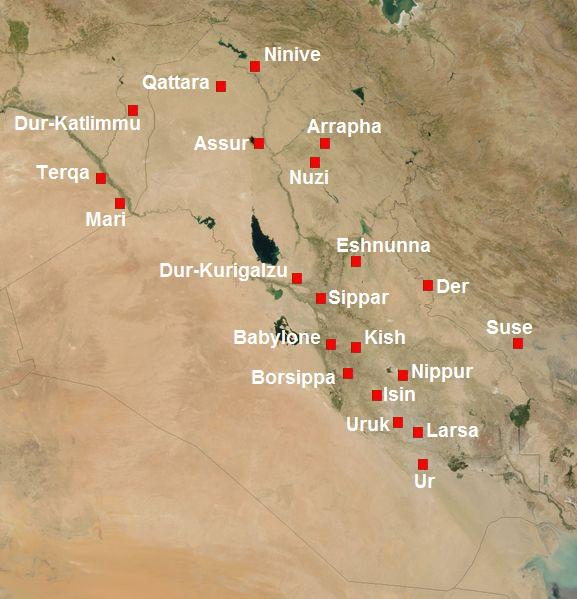
Mapa południowej Mezopotamii w II tys. p.n.e. z zaznaczoną Esznunną.

Bilalama – król Esznunny, syn Kirikiri, panował w pierwszej połowie XX w. p.n.e. Był współczesny Szu-iliszu i Iddin-Daganowi z I dynastii z Isin. Rządził co najmniej przez 20 lat. Znany jest głównie z tego, iż wydał swą córkę Mekubi za Tan-Ruhuratira, syna elamickiego króla Idaddu I. Nazwy roczne z czasów panowania Bilalamy dotyczą głównie jego walk z Amorytami oraz jego działalności budowlanej w Esznunnie. Zachowały się również skierowane do niego listy od szejków plemion amoryckich, które dostarczają dalszych informacji o wojnach prowadzonych przez niego z niektórymi z nich.